# Eumorpha megaecus
Eumorpha megaecus är en fjärilsart som beskrevs av Jacob Hübner 1822. Eumorpha megaecus ingår i släktet Eumorpha och familjen svärmare. Inga underarter finns listade i Catalogue of Life.